# Tropicana (nattklubb)

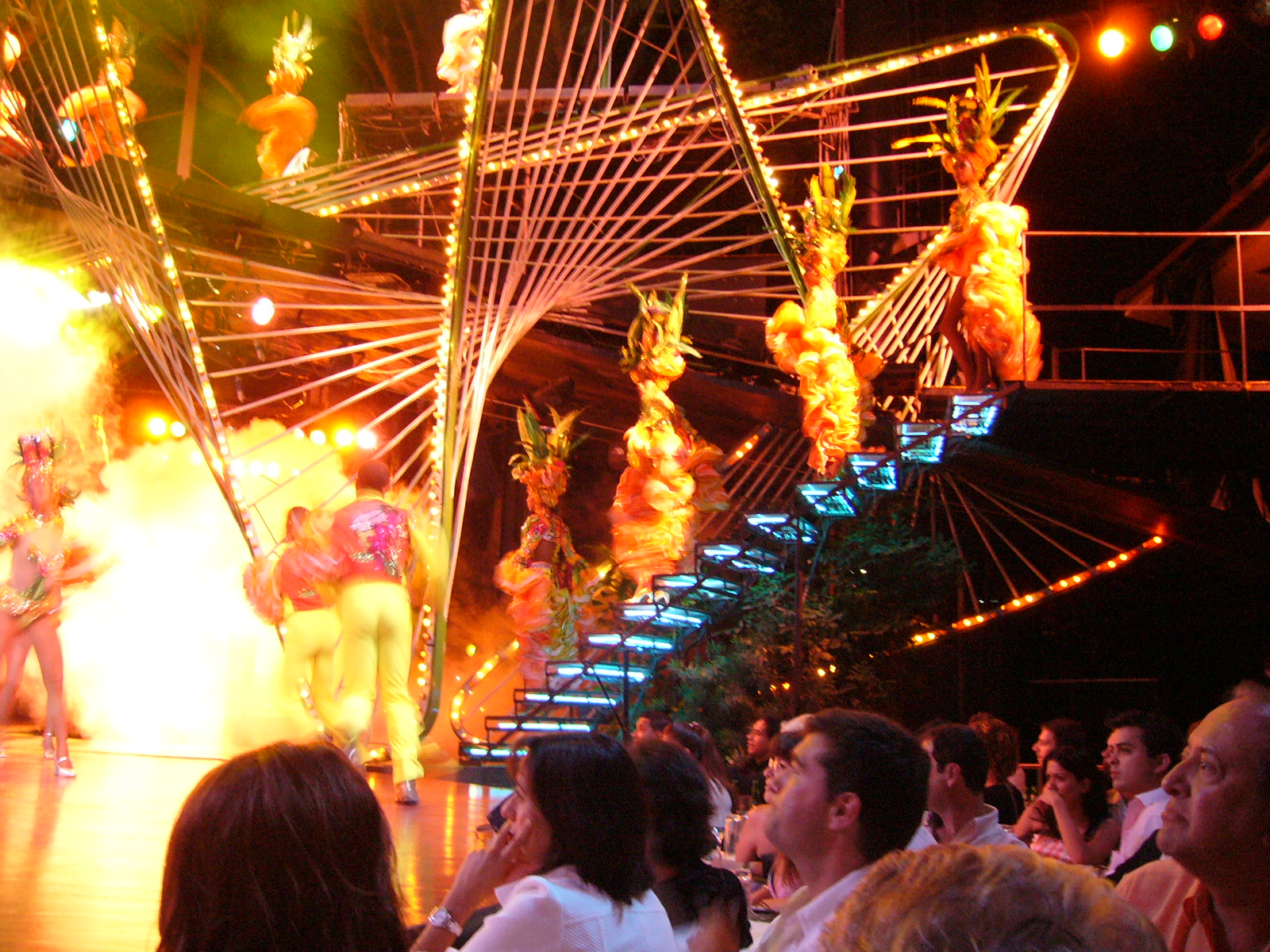
Tropicanas scen

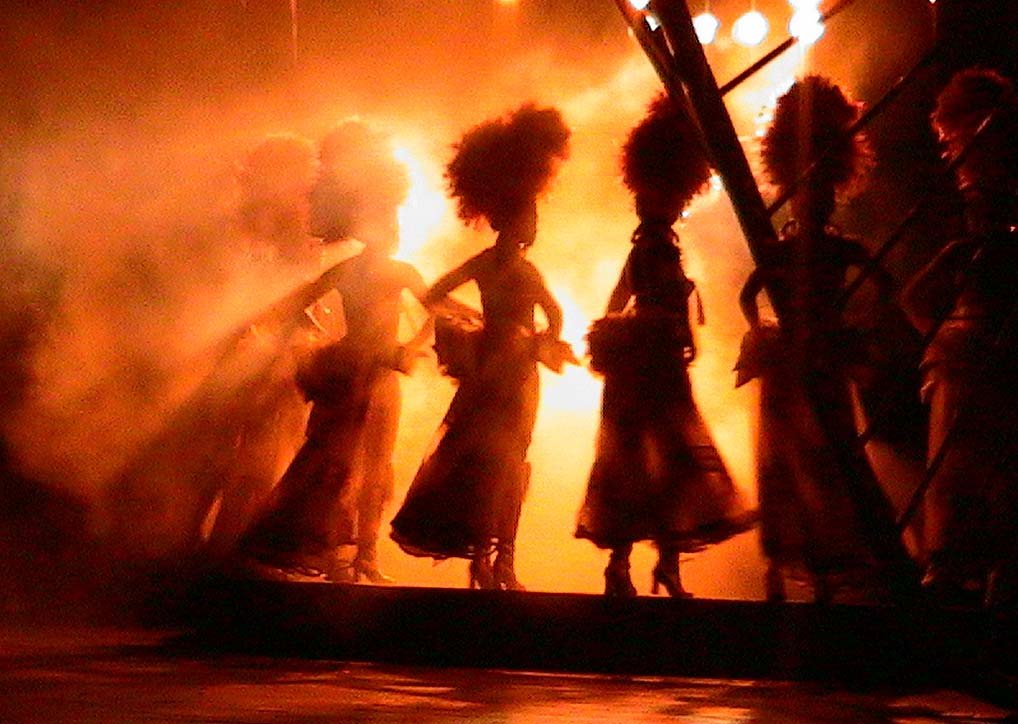

Tropicana är en kabaretscen i Havanna i Kuba.
Tropicana öppnade 1939 i Villa Mina, ett 24.000 m² stort gods med parkanläggning i närhet av Havannas förort Marianao.
Tropicana hade sin storhetstid under perioden 1945–1959, efter andra världskriget och fram till den kubanska revolutionen. Under denna tid uppträdde till exempel Bebo Valdés knuten till nöjesanläggningen och uppträdde där med sitt storband Sabor de Cuba.